# Meiyintang Collection

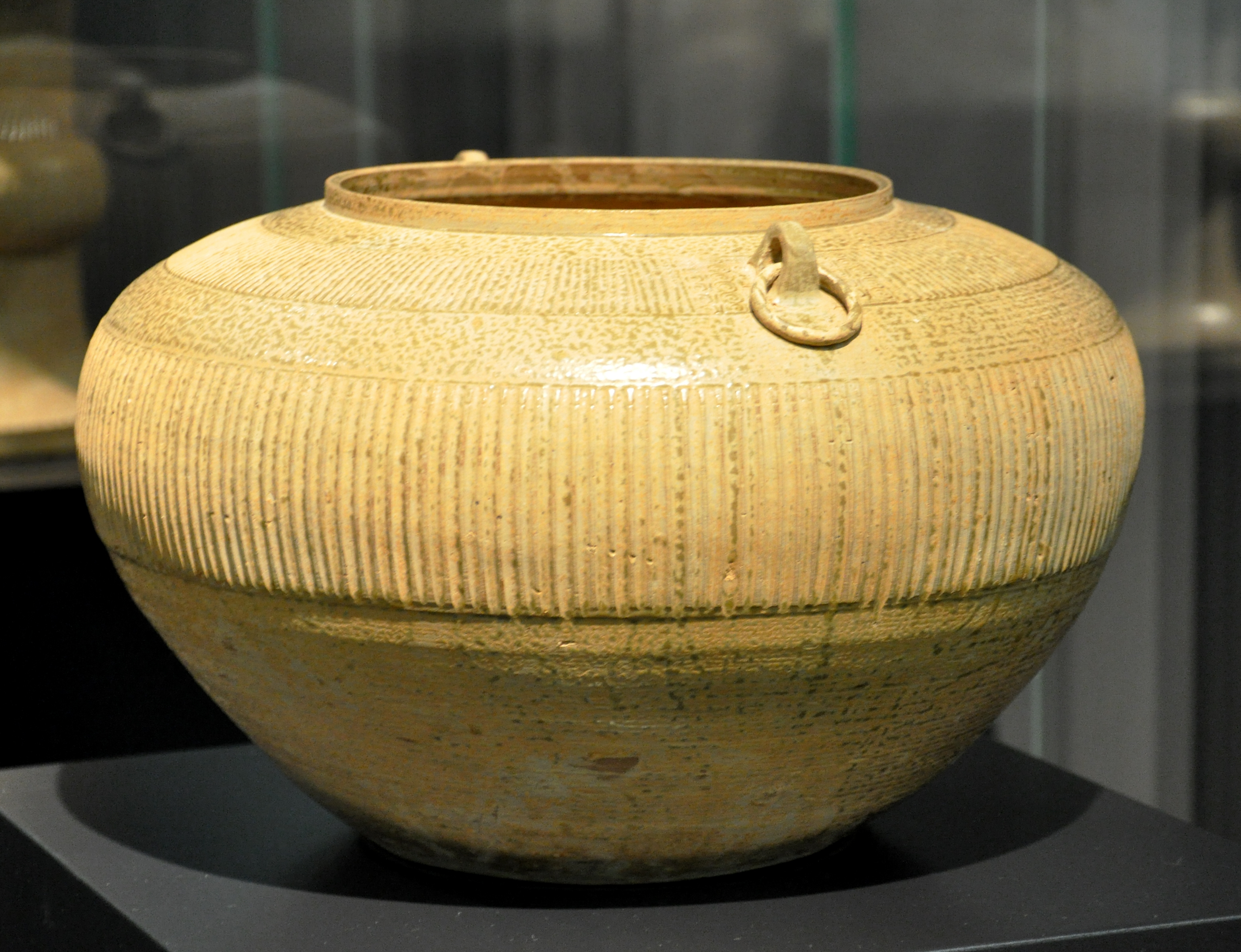
Objekt aus der Meiyintang Collection im Museum Rietberg

Die Meiyintang Collection ist eine Sammlung chinesischer Keramik und verwandter Objekte. Sie gilt als eine der größten Privatsammlungen mit chinesischem Porzellan, welche im Westen während des 20. Jahrhunderts entstand. Meiyintang bedeutet Halle der Rosenbeete.

## Geschichte
Die Meiyintang Collection wurde über mehr als ein halbes Jahrhundert hinweg durch Gilbert Zuellig (1918–2009) und Stephen Zuellig (1917–2017) aufgebaut. Die beiden Brüder wurden in Manila geboren und begannen in den späten 1950er Jahren systematisch chinesische Kunst zu sammeln. Gilbert Zuellig spezialisierte sich auf frühe Töpfereien, Steingut und Keramik von der Jungsteinzeit bis zu den Han-, Tang- und Song-Dynastien. Stephen Zuellig sammelte neueres Porzellan der Yuan-, Ming- und Qing-Dynastien sowie archaische Bronzen. Sie wurden bei ihrer Sammeltätigkeit durch den Kunstsachverständigen Edward T. Chow unterstützt.
International bekannt wurde die Sammlung 1994 durch die Publikation des Katalogs von Regina Krahl. Ausstellungen mit Objekten der Sammlung wurden in der Folge im British Museum in London (1994), im Sporting d’Hiver in Monte Carlo (1996), in der Asia Society (1995) und im China Institute (2001) in New York, im Musée Cernuschi in Paris (1999) und im Musée du Président Jacques Chirac in Sarran, Corrèze (2009) gezeigt.
In den Jahren 2011 und 2012 wurde ein Teil der Sammlung mit Objekten aus den Yuan-, Ming- und Qing-Dynastien in Hongkong versteigert. Gilbert Zuelligs Teil der Sammlung mit über 1'600 Objekten dagegen wurde 2003 in die Meiyintang Stiftung überführt. Die Sammlung der Meiyintang Stiftung wurde als Dauerleihgabe an das Museum Rietberg in Zürich übergeben und ist dort seit dem 11. Januar 2013 öffentlich zugänglich.

## Galerie

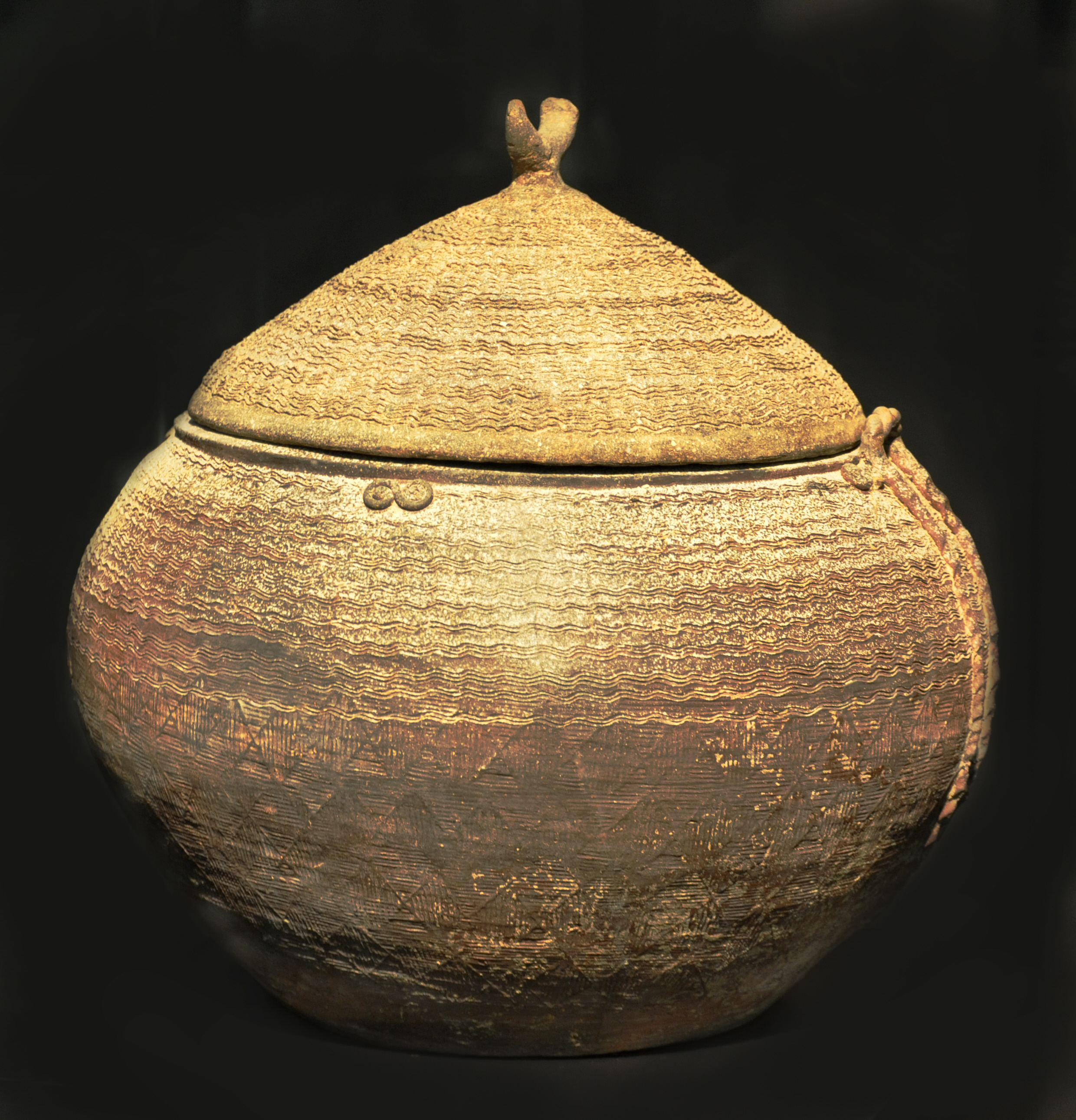
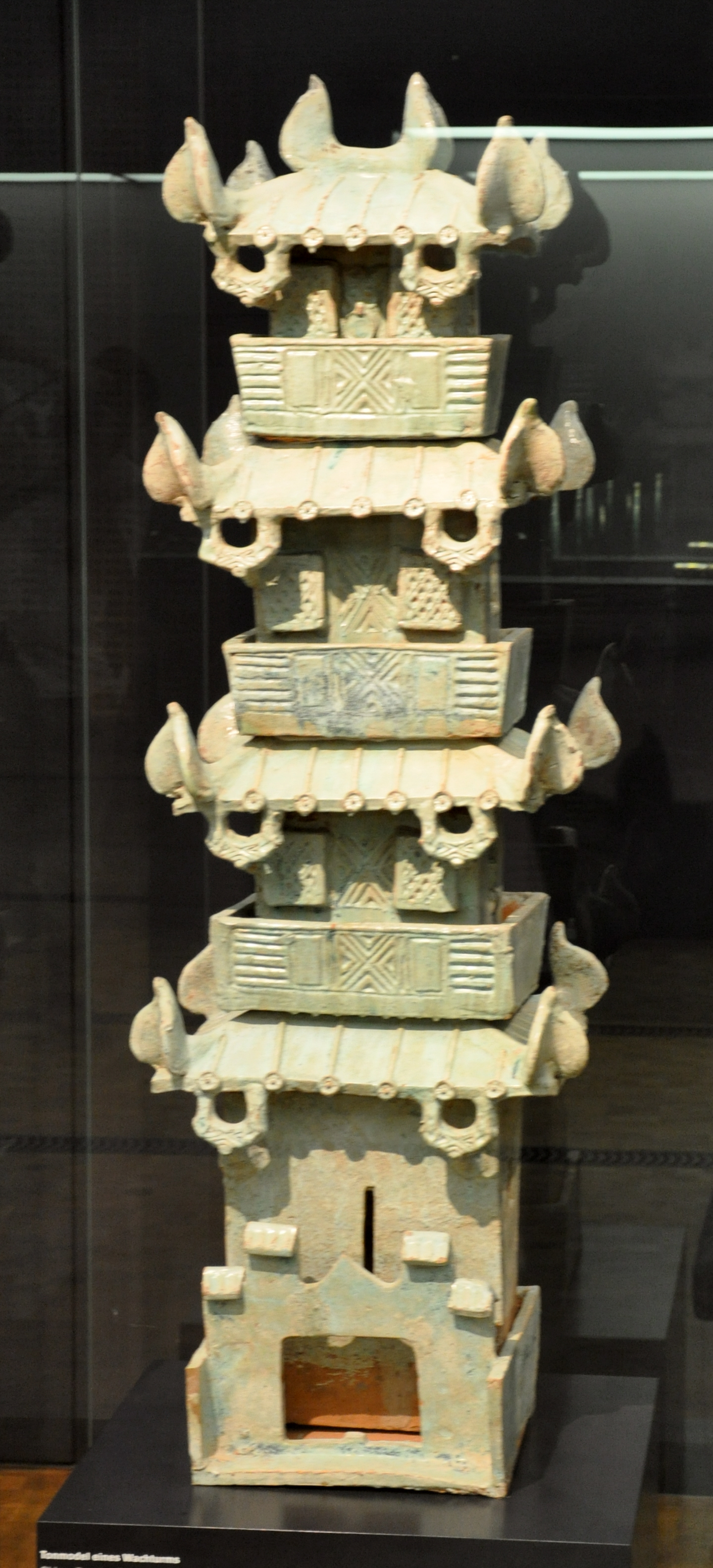
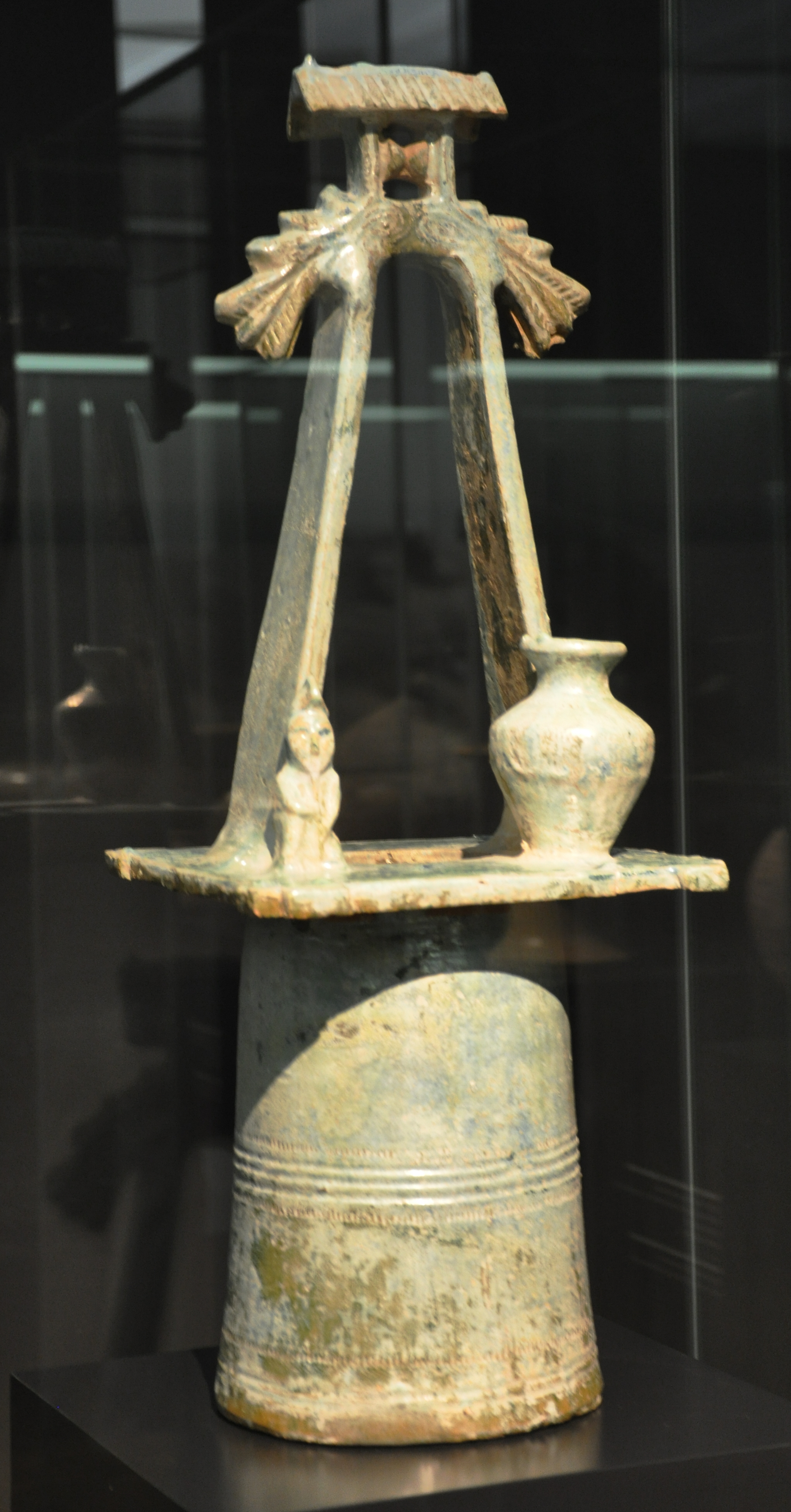